# オットー・イェスペルセン
オットー・イェスペルセン（デンマーク語: Jens Otto Harry Jespersen [ˈʌtsʰo ˈjespɐsn̩] イェンス・オト・ハーイ・イェスパスン、1860年7月16日 - 1943年4月30日）はデンマークの言語学者。専門分野は英語文法。

## 人物・生涯
1860年、ユランのラナースで生まれる。少年時代にデンマークの文献学者ラスクの著書に刺激され、ラスクの文法書を利用してアイスランド語・イタリア語・スペイン語を独習した。1877年に17歳でコペンハーゲン大学に入学する。はじめは法律を学んだが、言語研究を忘れることはなく、1881年には完全に言語研究に関心を移し、1887年にはフランス語に関する研究で修士の学位を得た。英語とラテン語も第二言語として習得した。研究をしながら非常勤で教師およびデンマーク議会の速記記者として働いた。1887年から1888年にかけてイギリス・ドイツ・フランスに旅行し、ヘンリー・スウィートやポール・パシーらの言語学者と交流すると同時に、オックスフォード大学などの機関で講義を聴講した。師であるヴィルヘルム・トムセンの勧めに応じて、1888年8月にはコペンハーゲンに戻って英語の格の体系に関する博士論文を書きはじめ、1891年に学位を得た。
教育者として、1893年から1925年にかけてコペンハーゲン大学の英語学の教授であり、1920年から1921年にかけては同大学の学長であった。
また、パシーによる国際音声学会（の母体になった団体）の最初期からの会員であり、初期の音声学の専著としてはデンマーク語で書いた『Fonetik』(1897-1899)がある。この書は1904年にドイツ語に翻訳され、優れた音声学の著作として版を重ねた。1925年の大学退官後も、国際的な言語学コミュニティーでの活動を続けた。著述活動のほかに、1930年にジュネーブで開かれた第1回言語学研究会議を召集してその議長をつとめ、1936年のコペンハーゲンで開かれた第4回国際言語学者会議の議長も務めた。
その功績により、以下の大学から名誉学位を受けた：ニューヨークのコロンビア大学(1910)、スコットランドのセント・アンドルーズ大学(1925)、パリのソルボンヌ大学(1927)。彼はアメリカ言語学会の最初の6人の名誉会員のうちのひとりであった。

## 研究内容・業績
初期の著作は言語教育の改良と音声学に重点があるが、イェスペルセンは後期の統辞論と言語発達の研究によって名高い。

### 初期の著作
初期の著作である『Progress in Language』(1894)において、アウグスト・シュライヒャーによる言語発展の方向に関する説（孤立語→膠着語→屈折語）を否定し、逆に屈折語から分析的な孤立語へ向かうと主張した。

### 後期の著作
デンマーク語で書かれた2つの論文「Sprogets logik」(1913)と「De to hovedarter af grammatiske forbindelser」(1921)によって、「ランク」と「ネクサス」の理論を展開した。ランクの理論によって統辞論から品詞を取りのぞき、一次語・二次語・三次語の区別を設けた。たとえば、「well honed phrase」（よく研ぎすまされた表現）において、「phrase」は一次語であり、これが二次語の「honed」によって規定され、二次語は三次語の「well」によって規定される。ネクサスという術語は文や文に似た構造について使われる語で、そこでは2つの概念がひとつにまとめられて表現される。例: 「it rained」「he ran indoors」
ネクサスはさらに「連接」(junction)の概念と対置される。連接では2つ以上の要素によって1つの概念を表現するが、ネクサスは2つの概念を結びつける。コンテキストの概念を言語学の世界の注意の最先端に持ってくる上で連接とネクサスが重要であることが立証されている。
いくつかの著書によってイェスペルセンは広く知られるようになった。『言語―その本質・発達・起源』(1922)は多くの人に彼の代表作と認められている。『Modern English Grammar on Historical Principles』(1909–1949)は形態論と統辞論に集中して書かれている。『英語の発達と構造』(1905)は、英語以外を母語とする人による、英語に関する包括的な視点を示すもので、初版から100年以上たち、著者の没後70年を経た現在もなお版を重ねている。晩年の著書である『統語論―理論と分析』(1937)では、統辞構造に関する彼の考えを特異な略号を使って表現した。『文法の原理』(1924)では、文法に関する常識的な見方に挑戦し、文法格・代名詞・目的語・態などの基本的な定義に対する変更を提示し、ランクやネクサスの概念を展開した。『文法の原理』は21世紀においても現代構造言語学の基本的なテキストとして使われる。『人類と言語』(1925)は社会言語学の先駆的著作のひとつである。

イェスペルセンは音象徴説を弁護して、このように書いている。
いかなる種類の音象徴をも否定して（擬音や擬態語のように明白な場合を除く）、すべての単語を音と意味の偶然で合理的な理由のない連合の集まったものだとするような逆の極端な立場はより論理的だろうか。（中略）その語の意味する概念を表現するのに適当だと我々が本能的に感じる単語があることは否定できない。—『言語―その本質・発達・起源』
イェスペルセンは国際補助語運動にも重要な役割を果たした。エスペラントから派生したイド語の初期からの支持者であり、1927年には自作の派生語ノヴィアルに関する著書を公刊した。

## 著書
- Growth and Structure of the English Language. B. G. Teubner. (1905). ISBN 0226398773
  - 大澤銀作 訳『英語の発達と構造』文化書房博文社、1979年。
- A Modern English Grammar on Historical Principles (全7巻). Allen & Unwin. (1909-1949). ISBN 0064933180

現代英語の文法に関する記念碑的な巨著。
- Essentials of English Grammar. Allen & Unwin. (1933)

上記「Modern English Grammar」を短くまとめたもの。
- Language: Its Nature, Development, and Origin. Henry Holt & Co.. (1922). ISBN 0044000073
  - 三宅鴻 訳『言語―その本質・発達・起源』岩波文庫 上、1981年。（下）は未刊
- The Philosophy of Grammar. Allen & Unwin. (1924). ISBN 0226398811
  - 安藤貞雄 訳『文法の原理』岩波文庫 上中下、2006年。ISBN 4003365739。
- Mankind, Nation and Individual; from a linguistic point of view. H. Aschehoug & Co.. (1925)
  - 須貝清一・眞鍋義雄 訳『人類と言語』荻原星文館、1944年。
- An International Language. Allen & Unwin. (1928)

この書でノヴィアルを提唱した。
- Novial Lexike. Carl Winter's. (1930)

Novial と英語・フランス語・ドイツ語の辞典
- Analytic Syntax. Allen & Unwin. (1937)
  - 宮畑一郎 訳『統語論―理論と分析』南雲堂、1980年。
- En sprogmands levned. Copenhagen: Gyldendal. (1938)
  - 英訳 Arne Juul et al., ed (1995). A Linguist's Life. Odense. ISBN 8778381320
  - 大澤銀作 訳『イェスペルセン自叙伝―ある語学者の一生』文化書房博文社、2009年。ISBN 483010967X。編者はアーネ・ジュール, ハンス・F.ニールセン, ヨーゲン・エリック・ニールセン

- 旧訳『イェスペルセン自叙伝　ある語学者の一生』前島儀一訳、研究社、1962年